# Kąkolewnica Południowa
Kąkolewnica Południowa – część wsi Kąkolewnica we wschodniej Polsce położona w województwie lubelskim, w powiecie radzyńskim, w gminie Kąkolewnica. 
Do końca 2010 odrębna wieś. 
W latach 1975–1998 Kąkolewnica Południowa administracyjnie należała do województwa bialskopodlaskiego.
Wieś stanowi sołectwo gminy Kąkolewnica.